# 安博伊 (紐約州)
安博伊（英語：Amboy）是一個位於美國紐約州奧斯威戈縣的鎮。

## 人口
根據2020年美國人口普查的數據，安博伊的面積為97.75平方千米，當中陸地面積為95.96平方千米，而水域面積為1.79平方千米。當地共有人口1245人，而人口密度為每平方千米13人。